# خواجة شهاب الدين
خواجة شهاب الدين (31 مايو 1898 - 9 فبراير 1977)سياسي بنغالي، كان وزيراً في حكومة باكستان وعضوًا في عائلة داكا نواب. وهو أيضا الشقيق الأصغر لرئيس الوزراء الباكستاني خواجة ناظم الدين ووالد الجنرال البنغالي خواجة وصي الدين.

## نشاطه السياسي
من عام 1930 إلى عام 1938 كان أمين الخزانة في جامعة دكا، وانتخب في الجمعية التشريعية البنغالية عن دائرة نارايان غانج عام 1937. ثم أصبح وزيرًا للتجارة والعمل والصناعة في حكومة خواجة ناظم الدين من عام 1943 إلى عام 1945.
شارك شهاب الدين أيضًا في إنشاء حركة باكستان. وفي عام 1948 أصبح وزيرًا للداخلية والإعلام والإذاعة في حكومة لياقت علي خان. وفي عام 1951 عُيّن حاكمًا للمقاطعة الحدودية الشمالية الغربية. كما عمل كسفير باكستان لدى المملكة العربية السعودية واليمن عام 1954 ومصر عام 1958 ونيجيريا والكاميرون والسنغال وتوغو وسيراليون من 1961 إلى 1964. وشغل منصب وزير الإعلام والإذاعة من عام 1965 إلى عام 1969 تحت رئاسة أيوب خان.

## وفاته
توفي في 9 فبراير 1977 في كراتشي بباكستان.